# Liste der Monuments historiques in Jau-Dignac-et-Loirac
Die Liste der Monuments historiques in Jau-Dignac-et-Loirac führt die Monuments historiques in der französischen Gemeinde Jau-Dignac-et-Loirac auf.

## Liste der Objekte
| Bezeichnung                  | Beschreibung               | Standort                       | Kennzeichnung | Schutzstatus | Datum | Bild |
| ---------------------------- | -------------------------- | ------------------------------ | ------------- | ------------ | ----- | ---- |
| Votivgabe: Schiffsmodell     | Holz, bemalt               | in der Kirche St-Paulin (Lage) | PM33001139    | Inscrit      | 2016  |      |
| Skulptur des Apostels Paulus | Holz, bemalt und vergoldet | in der Kirche St-Paulin (Lage) | PM33001141    | Inscrit      | 2016  |      |
| Skulptur Madonna mit Kind    | Holz, bemalt und vergoldet | in der Kirche St-Paulin (Lage) | PM33001140    | Inscrit      | 2016  |      |
| Beichtstuhl                  | Holz                       | in der Kirche St-Paulin (Lage) | PM33001142    | Inscrit      | 2016  |      |